# 尹海林
尹海林（1960年4月—），男，汉族，天津人，中华人民共和国政治人物。1983年8月参加工作，1987年12月加入中国共产党。清华大学建筑系建筑学专业本科毕业，南开大学经济学系政治经济学硕士学位，天津大学建筑学院城市规划专业在职博士学位。先后历任天津市规划局局长，天津市人民政府副市长，中共天津市政法委副书记。

## 生平

### 教育及学术背景
尹海林1976年初中毕业于老城厢的原天津红军中学。在上山下乡运动思潮之中，按当时规定须要到农村去接受“再教育”的尹海林由于唐山大地震的原因被通知继续在学校里上两年高中。1978年恢复高考后，尹参加了恢复高考后的第一届高考，并成为红军中学的高考状元。他在志愿填报时，先后填报了北京医科大学、天津医科大学、天津大学和南开大学，在老师强烈建议下他报考清华大学无线电和计算机专业，但后来被调剂至建筑工程系。1983年，尹海林以第一名的成绩从清华大学建筑系建筑学专业本科毕业。在工作期间，尹海林曾在南开大学经济学系攻读政治经济学在职硕士学位。在任天津市规划局副局长期间，尹海林在天津大学建筑学院攻读城市规划专业在职博士学位，师从天津大学建筑学院院长曾坚教授。2004年，尹海林取得博士学位的毕业论文题目为《当代区域规划理论与天津市域空间发展战略研究》。
尹海林在历任天津市规划局副局长、局长等职期间，曾在《城市规划》《规划师》《建筑学报》等高水平学术期刊和中国城市交通规划年会等学术会议上发表多篇学术论文。

### 工作履历
自清华大学建筑系本科毕业后，尹海林随即到隶属于建设部的中国城市规划设计研究院总体规划所工作，任规划师。而后，尹海林被调动至天津市城乡规划设计院任规划师，后被提拔为六室副主任。而后，历任天津市规划设计管理局担任总体规划室主任助理，天津市城市规划设计研究院副院长，尹海林主持的“湄洲湾港口城市总体规划”、“秦皇岛城市总体规划”、“湖北省十堰市城市总体规划”分别获得1986年、1989年、1991年度建设部优秀规划设计三等奖。1994年，尹海林在天津市城市规划设计研究院人副院长期间主持了“天津市总体规划修编”工作，作为项目主持人，主持制定了规划方案和技术标准与规范，编写了规划文本、说明书，亲自向国务院总理办公会汇报。随后，尹海林调任天津市规划设计管理局局长助理、副总工程师、综合业务处处长。2000年之后，先后任天津市规划设计管理局、天津市规划和国土资源局副局长，天津市规划局副局长、党组副书记等职。2007年，尹海林任天津市规划局局长、党组书记。

### 升任副市长
2012年5月，尹海林接替熊建平出任天津市人民政府主管城市建设领域的副市长，此后一度兼任天津市规划局局长并在没有任何政法工作经验的情况下兼任中共天津市委政法委副书记、与武长顺共事两年之久。
2013年12月6日，天津市副市长尹海林在参加中央电视台《中国政策论坛》节目时表示：天津市政府准备出台政策，控制机动车保有量的增长。
2013年12月15日，2013年12月15日晚7时，天津市政府新闻办召开的新闻发布会公布《天津市人民政府关于实行小客车总量调控管理的通告》、《天津市人民政府关于实施机动车限行交通管理措施的通告》，宣布自2013年12月16日零时起，在全市实行小客车总量调控管理，采取控制总量和适当限行的双重措施，即“限牌”措施和“限号”措施。
2014年7月8日，中央第五巡视组向天津市反馈巡视发现的问题时，曾指出“天津城市建设领域腐败问题突出”。2015年8月12日，天津港一违反规划法规建设的危险品仓库发生爆炸事故。由于尹海林分管天津市的城乡规划，因此被要求向天津市人民政府做出深刻检讨。

### 违纪被降级
2016年8月18日，尹海林出席天津市重大前期项目指挥部现场推动会议，是其最后一次公开出席活动。2016年8月22日，尹海林因涉嫌严重违纪，接受中纪委监察部调查，是2016年第二批中央巡视组“回头看”省份中首个落马的省部级官员。8月30日，中央组织部透露正在办理尹海林的免职程序。
2017年1月，尹海林被开除党籍，行政撤职，降为副处级非领导职务。